# Epinecrophylla gutturalis
Az Epinecrophylla gutturalis a madarak osztályának verébalakúak (Passeriformes) rendjébe és a hangyászmadárfélék (Thamnophilidae) családjába tartozó faj.

## Rendszerezése
A fajt Philip Lutley Sclater és Osbert Salvin írták le 1881-ben, a Myrmotherula nembe Myrmotherula gutturalis néven.

## Előfordulása
Dél-Amerika északi részén, Brazília, Francia Guyana, Guyana, Suriname és Venezuela területén honos. Természetes élőhelyei a szubtrópusi vagy trópusi síkvidéki esőerdők. Állandó, nem vonuló faj.

## Megjelenése
Testhossza 11 centiméter.
|  |

## Életmódja
Rovarokkal és pókokkal táplálkozik.

## Természetvédelmi helyzete
Az elterjedési területe még rendkívül nagy, de az erdőirtások miatt gyorsan csökken, egyedszáma is csökken. A Természetvédelmi Világszövetség Vörös listáján mérsékelten fenyegetett fajként szerepel.